# Липтовски Микулаш
Липтовски Микулаш (слч. Liptovský Mikuláš изговор: Љиптовски Микулаш, мађ. Liptószentmiklós) град је у Словачкој и трећи по важности град у Жилинског краја.
Липтовски Микулаш је познат као један од виших градова у Словачкој, смештен у близини најпознатијих зимских туристичких одредишта на Татрама.

## Географија
Липтовски Микулаш је смештен у северном делу државе. Престоница државе, Братислава, налази се 290 км југозападно.
Рељеф: Липтовски Микулаш се развио у средишњем делу Татри. Град је смештен у котлини реке Вах. Котлина је са севера ограђена Високим Татрама, са југа Ниским Татрама. Надморска висина града је око 570 m, па је то један од виших градова у Словачкој.
Клима: Клима у Липтовском Микулашу је континентална са оштријом цртом због знатне надморске висине и планинске околине.
Воде: Кроз Липтовски Микулаш протиче река Вах, најважнија река у целој држави. Град се налази у горњем делу њеног тока и река га дели на јужни и северни део.

## Историја
Људска насеља на овом простору датирају још из праисторије. Насеље под овим именом први пут се спомиње у 10. веку. Град је вековима био у саставу Угарске. У 19. веку град постаје једно од места словачког народног препорода.
Крајем 1918. г. Липтовски Микулаш је постао део новоосноване Чехословачке. У време комунизма град је нагло индустријализован, па је дошло до наглог повећања становништва. После осамостаљења Словачке град је постао њено значајно средиште, али је дошло и до проблема везаних за преструктурирање привреде.

## Становништво
| Година:    | 1994.  | 2004.   | 2014.   | 2024.   |
| ---------- | ------ | ------- | ------- | ------- |
| Број људи: | 33 401 | 32 930  | 31 593  | 29 860  |
| Разлика:   |        | -1,41 % | -4,06 % | -5,48 % |

| Година:    | 2023.  | 2024.   |
| ---------- | ------ | ------- |
| Број људи: | 30 040 | 29 860  |
| Разлика:   |        | -0,59 % |

Данас Липтовски Микулаш има око 33.000 становника и последњих година број становника опада.
Етнички састав: По попису из 2001. г. састав је следећи:
- Словаци - 94,1%,
- Роми - 2,3%,
- Чеси - 2,1%,
- остали - 2,8%.

Верски састав: По попису из 2001. г. састав је следећи:
- римокатолици - 34,9%,
- лутерани - 26,9%,
- атеисти - 32,3%,
- гркокатолици - 0,7%,
- остали - 5,2%.

## Познати становници
- Јозеф Бохуслав Бела (1832-1876) - словачки песник и панслависта, добровољац Дринске дивизије Српске војске у Српско-турском рату 1876. године.

## Партнерски градови
- Кишкереш
- Каламарија
- Опава
- Кеми

## Галерија
- Пешачка Улица 1. маја
- Римокатоличка црква
- Лутеранска црква
- Синагога